# Nathaniel Atkinson
Nathaniel Atkinson (Launceston, 1999. június 13. –) ausztrál válogatott labdarúgó, a skót Heart of Midlothian hátvédje.

## Pályafutása

### Klubcsapatokban
Atkinson az ausztráliai Launceston városában született. Az ifjúsági pályafutását a Melbourne City akadémiájánál kezdte.
2018-ban mutatkozott be a Melbourne City első osztályban szereplő felnőtt keretében. 2022. január 1-jén 3½ éves szerződést kötött a skót első osztályban érdekelt Heart of Midlothian együttesével. Először a 2022. január 26-ai, Celtic ellen 2–1-re elvesztett mérkőzés 22. percében, Michael Smith cseréjeként lépett pályára. Első gólját 2022. február 19-én, a St. Johnstone ellen idegenben 2–1-es vereséggel zárult találkozón szerezte meg.

### A válogatottban
Atkinson az U20-as és az U23-as korosztályú válogatottban képviselte Ausztráliát. Tagja volt a 2020-as tokiói olimpiára küldött nemzeti keretnek is.
2022-ben debütált a felnőtt válogatottban. Először a 2022. március 29-ei, Szaúd-Arábia ellen 1–0-ra elvesztett mérkőzésen lépett pályára.

## Statisztikák
2023. május 27. szerint
| Klub                | Szezon   | Osztály              | Bajnokság | Bajnokság | Kupa  | Kupa | Nemzetközi | Nemzetközi | Összesen | Összesen |
| Klub                | Szezon   | Osztály              | Meccs     | Gól       | Meccs | Gól  | Meccs      | Gól        | Meccs    | Gól      |
| ------------------- | -------- | -------------------- | --------- | --------- | ----- | ---- | ---------- | ---------- | -------- | -------- |
| Melbourne City      | 2017–18  | A-League             | 17        | 0         | 0     | 0    | —          | —          | 17       | 0        |
| Melbourne City      | 2018–19  | A-League             | 17        | 0         | 3     | 0    | —          | —          | 20       | 0        |
| Melbourne City      | 2019–20  | A-League             | 23        | 1         | 0     | 0    | —          | —          | 23       | 1        |
| Melbourne City      | 2020–21  | A-League             | 14        | 2         | 0     | 0    | —          | —          | 14       | 2        |
| Melbourne City      | 2021–22  | A-League             | 4         | 1         | 1     | 0    | —          | —          | 5        | 1        |
| Melbourne City      | Összesen | Összesen             | 75        | 4         | 4     | 0    | 0          | 0          | 79       | 4        |
| Heart of Midlothian | 2021–22  | Scottish Premiership | 15        | 1         | 5     | 0    | —          | —          | 20       | 1        |
| Heart of Midlothian | 2022–23  | Scottish Premiership | 18        | 1         | 3     | 0    | 5          | 1          | 26       | 2        |
| Heart of Midlothian | Összesen | Összesen             | 33        | 2         | 8     | 0    | 5          | 1          | 46       | 3        |
| Összesen            | Összesen | Összesen             | 108       | 6         | 12    | 0    | 5          | 1          | 125      | 7        |

### A válogatottban
| Válogatott | Év       | Pályára lépés | Gól |
| ---------- | -------- | ------------- | --- |
| Ausztrália | 2022     | 6             | 0   |
| Ausztrália | 2023     | 1             | 0   |
| Összesen   | Összesen | 7             | 0   |

## Sikerei, díjai
Central Coast Mariners
- A-League
  - Bajnok (1): 2020–21

- Ausztrál Kupa
  - Döntős (1): 2019

Heart of Midlothian
- Skót Kupa
  - Döntős (1): 2021–22